# اندیس کوارتزیت قپی بابائی
کوارتزیت قپی بابائی یک اندیس غیرفلزی است که در  استان آذربایجان غربی قرار دارد و مادهٔ معدنی موجود در آن، کوارتزیت است.سنگ میزبان این اندیس کوارتز است و دیرینگی آن به دوران اینفراکامبرین می‌رسد.